# リア充
リア充（リアじゅう）とは、ブログやSNSなどを通した関係ではなく、実社会における人間関係や趣味活動を楽しんでいること、またはそのような人を指す、主に（日本人の間で）インターネット上などで使われる俗語。 対義語として「バーチャル充（バチャ充）」がある。

## 概要
「現実生活（リアル）が充実している」ということを「リア充」と呼ぶ。
もともと掲示板やブログなどで快適なネット生活をしている人にとって実社会の生活の充実度を自慢することは意味の無いものであったが、いつしか掲示板上で自らの現実の生活の貧弱さを自虐するニュアンスで「リア充」が使われ出した。ネット生活に集中している自分を「ネット住人」と呼ぶ人々の中に、ネットにあまり時間を割かず実社会の生活に集中している人々の生活を、自分の生活と比較し、嫉妬や羨望の対象としてとらえ始める者が現れ始めた。やがて携帯電話での掲示板書き込みなどで実生活の充実している人々を浮き彫りにして、一種の仮想敵として扱い始めた。→#当俗語の歴史
自分のことを「ネット住人」と呼ぶような人が言うリア充な人というのは、「張り合いのある職業に就いている人」「独身なら恋人に恵まれている人」「既婚者なら暖かい家庭を築けている人」「昼食を一緒に楽しめる仲間がいる人」「週末を一緒に楽しめる友人が多い人」などである。（つまり彼らはわざわざ自虐するために、職業に就いていてもその職業に張り合いが無い場合、結婚していても家庭が暖かくない場合、仲間がいても昼食を一緒に楽しめるような仲間ではない場合、友人がいても週末を一緒に楽しめるような友人でない場合などはこの「リア充」に入れず、空想上の他者を妙に理想化し、自分で自分自身の嫉妬心や敵意を煽った。）
2009年の株式会社アイシェアによる意識調査で、リア充と呼ばれる人々は睡眠時間が長い傾向にある、ということや、インターネットの利用時間が短い傾向にある、ということが判っている。詳細は#分析・調査を参照。

## 当俗語の歴史
当初は、インターネット上のコミュニティに入り浸る者が、現実生活が充実していないことを自虐的に表現するための対語的造語だった。当時は「友達が1人でもいればリア充」とされた。その後、このニュアンスは、従来のネット文化に（触れずにいた事から）染まっていない、フィーチャーホンを介したネットの利用者たちが流入するにつれ、彼らの恋愛や仕事の充実ぶりに対する妬みへと変化していった。
概念自体は2005年頃に2ちゃんねるの大学生活板で成立しリアル充実組と呼ばれていたが、2006年初頭に今のリア充の形として使われ始めた。その後、2007年夏頃からブログやtwitterでも流行した。未来検索ブラジルの主催するユーザ（2ちゃんねらー）投票企画「ネット流行語大賞」では2007年に21位となった。2011年には女子中高生ケータイ流行語大賞の金賞に選ばれるまでに成長し、ギャル語として確固たる地位を獲得するに至った。

## 分析・調査
日経BPの2007年時点の記事では、アンサイクロペディアの「リア充」の項目に列挙されているリア充の条件から、いずれも携帯電話（2020年代でいうスマートフォン）さえ持っていればパソコンを必要としていないことを指摘し、そこから、ネットとは別にリアルの充実に価値を見いだす、ネットとリアルの住み分けが進んでいるのではないか、と分析していた。
メール転送サービス「CLUB BBQ」を提供する株式会社アイシェアは、2009年3月に同サービス利用者を対象に、「リア充」を含むインターネットスラングに関する意識調査を実施・発表した。「リア充」の意味を分かると答えたのは436人中115人の26.4%、また「趣味・仕事・人間関係など、実生活が充実しているのを『リア充』だとすると」という前提で、自分を「リア充」だと思うかとの質問には、「かなり」「どちらかというと」を含めて436人中233人、53.4%が「リア充」であると答えた。「リア充」であると答えた層の方が、そうでない層よりインターネットを使用する時間が短めで、また睡眠時間が長い傾向にある、とアイシェアは分析している。